# Zamek w Iłży
Zamek w Iłży − ruiny gotycko-renesansowego zamku biskupów krakowskich zbudowanego prawdopodobnie w latach 1326–1347 z inicjatywy biskupa krakowskiego Jana Grota. Przebudowany w połowie XVI i w XVII wieku dzięki czemu zyskał wystrój renesansowy i nowe fortyfikacje bastejowe. Zniszczony przez wojska szwedzkie i siedmiogrodzkie Jerzego Rakoczego w czasach Potopu. Odbudowany w XVII wieku i po pożarze opuszczony pod koniec wieku XVIII.

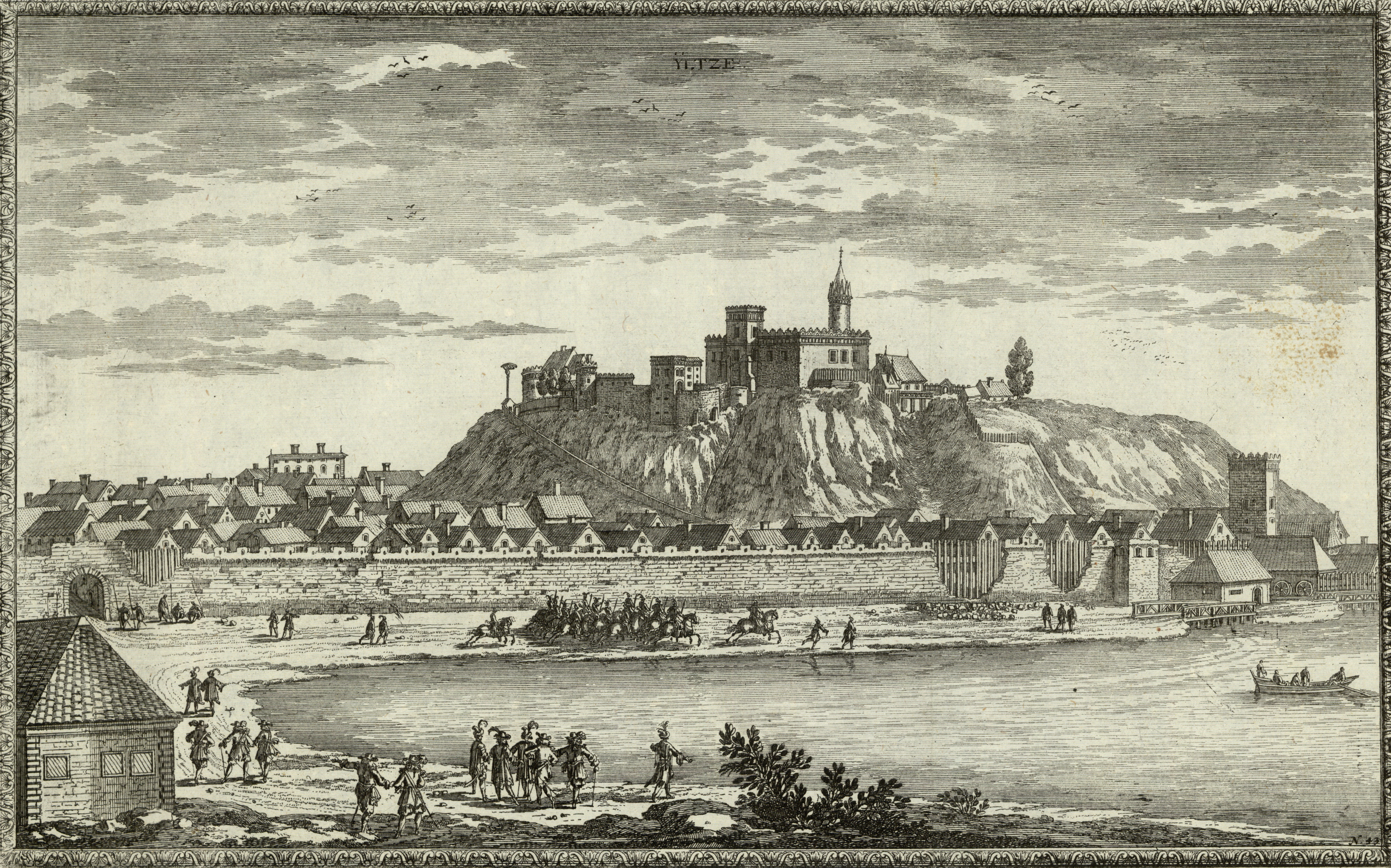
Zamek w Iłży w 1655 roku, rycina Erika Dahlbergha

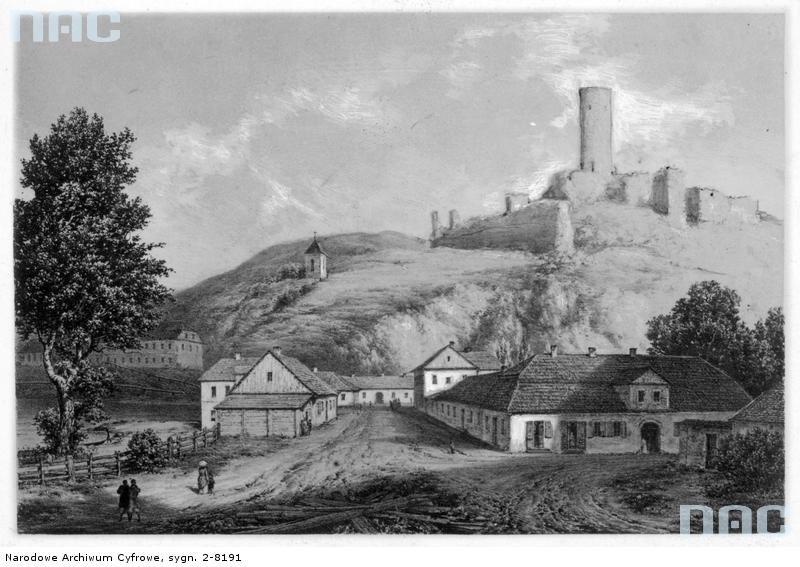
Zamek w Iłży – fot. archiwalna

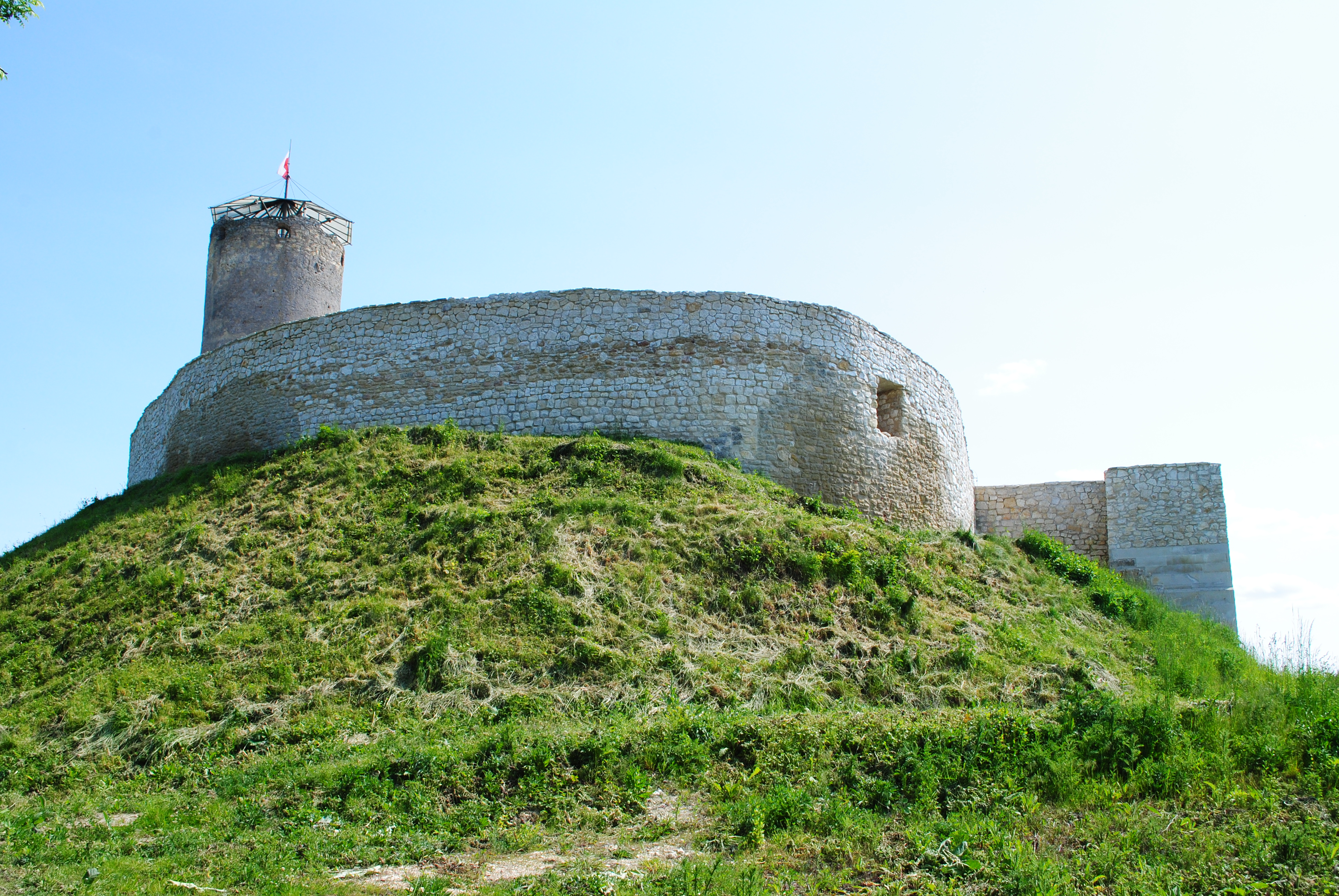
Zamek w 2023 roku

## Faza gotycka
Najstarszą budowlą powstałą na zamku jest okrągła wieża (stołp) powstała najpóźniej w 1 połowie XIV wieku oraz budynek od północy, który w drugim etapie budowy uzupełniono o ciąg murów obronnych wraz z bramą od zachodu. Już w tej fazie była to dobrze ufortyfikowana siedziba, która umożliwiła schronienie się w niej biskupa Jana Grota podczas jego zatargu o dziesięciny z królem Kazimierzem Wielkim. Wkrótce zamek rozbudował biskup Florian z Mokrska. Wzmocniono bramę, uzupełniając ją o wieżę przedbramną ze skarpami oraz filarami, na których wznosił się kamienny most. W jednej z baszt znajdowała się późnogotycka kaplica z ozdobnym wykuszem. Zamek musiał być już na tyle obszerny, że mógł stanowić miejsce pobytu króla Władysława Jagiełły i jego dworu w latach 1386, 1410, 1420, 1423, 1424, 1432.

## Faza renesansowa
W 1501 roku na zamku zatrzymał się król Aleksander Jagiellończyk, a w roku 1511 król Zygmunt Stary. Zamek odnowił na początku XVI wieku biskup Jan Konarski, a na renesansową rezydencję przebudował go około roku 1560 biskup Filip Padniewski, ozdabiając mury i wieżę bramną attykami, a stołp nakrywając wysokim reprezentacyjnym hełmem. W XVII wieku zamek rozbudował biskup Marcin Szyszkowski. Rozebrano budynki gotyckie i wzniesiono w ich miejscu zabudowania o planie regularnym. W miejscu przedzamcza zbudowano zamek dolny. Zbudowano mury kurtynowe i dwie basteje ze strzelnicami kluczowymi oraz dzieło obronne od północy. W 1588 roku pożar zniszczył zamek, w związku z czym ponownie go zmodernizowano.

## Wiek XVII
W 1 połowie XVII wieku wzmocniono fortyfikacje oraz rozbudowano budynki gospodarcze na zamku dolnym. Zbudowano także beluard broniący bramy wschodniej, kurtynę północną i nową (trzecią) basteję północno-zachodnią. W 1607 roku zatrzymał się na zamku przez trzy dni król Zygmunt III Waza. W 1637 roku na zamku spotkał się Władysław IV ze swoją późniejszą małżonką Cecylią Renatą. Podczas tzw. potopu zamek po krótkiej obronie zajęli Szwedzi w dniu 17 września 1655 roku. W związku ze zniszczeniami zamek zaczęto odnawiać w 1656, jednak już w 1657 roku kolejnych zniszczeń dokonali żołnierze księcia Siedmiogrodu Jerzego Rakoczego. Po tych zniszczeniach zamek odnowiono w roku 1670.

## Wiek XVIII
Kolejne prace remontowe prowadzono w roku 1732 i w latach 1750, 1760 i 1782 z inicjatywy biskupa Kajetana Sołtyka, gdy naprawiono dachy, okna, drzwi, rynny i wieżę.

## Upadek zamku
Poważnych zniszczeń na zamku dokonano podczas walk z konfederatami barskimi. W 1789 roku Sejm Czteroletni postanowił przejąć dobra ziemskie biskupstwa krakowskiego i zamek przeszedł na własność państwa, w związku z czym wykonano ostatni inwentarz wskazujący, że zamek jest poważnie zrujnowany. W 1791 roku brama wschodnia została zniszczona przez pożar. Po rozbiorach zamek przeszedł na rzecz państwa austriackiego, które ulokowało w nim lazaret i urządzało zabawy dla ludności. Podczas jednej z nich na zamku wybuchł pożar, który zniszczył pozostałości zabudowy i ruchomości w tym portrety biskupów. Ostatni lokator opuścił zamek w 1812 roku, a ruiny zaczęto rozbierać na materiał budowlany. Zbudowano z nich m.in. karczmę i fabrykę fajansu Sunderlanda.
Pod koniec XIX wieku w celu ochrony pozostałości zamku teren zakupił Tadeusz Lubomirski i przekazał Towarzystwu Opieki nad Zabytkami Przeszłości. Pomimo tego okoliczna ludność nadal korzystała z zamku jak z rezerwuaru materiału budowlanego.

## Zabezpieczenie i restauracja
W latach 1901–1902 został zniszczony gotycki portal w wieży. Pierwsze prace restauracyjne przeprowadził w 1910 Oskar Sosnowski. W czasie I wojny światowej ruiny uległy dalszej destrukcji. Kolejne uszkodzenia zamku nastąpiły w czasie wojny w latach 1939–1945. Między innymi w 1939 w stołp uderzył niemiecki pocisk artyleryjski. Do końca lat 70. XX wieku przeprowadzono częściową konserwację ruin, której autorem był Stanisław Medeksza.

## Stan obecny
Współcześnie zamek jest w stanie zabezpieczonej, udostępnionej do zwiedzania ruiny. Na terenie zamku regularnie odbywają się imprezy historyczne jak np. turnieje rycerskie. Na wieży umieszczono ochronny dach w kształcie przeźroczystego parasola, który zabezpiecza budowlę przed opadami atmosferycznymi. Nocą wieża jest oświetlona reflektorami umieszczonymi u jej podnóża.

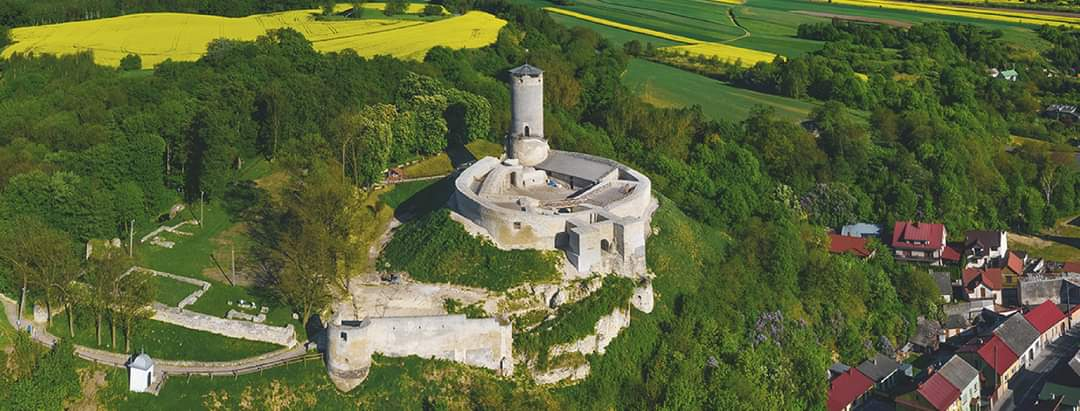
Zamek z lotu ptaka